# 蒂萨索尔考
蒂萨索尔考（匈牙利語：Tiszaszalka）是匈牙利索博尔奇-索特马尔-拜赖格州所辖的一个村。总面积14.95平方公里，总人口843，人口密度56.4人/平方公里（2011年1月1日）。